# Västerviken, Västerbotten
Västerviken är en sjö i Umeå kommun i Västerbotten och ingår i Dalkarlsån-Sävaråns kustområde. Sjön har en area på 0,156 kvadratkilometer och ligger 2 meter över havet.

## Delavrinningsområde
Västerviken ingår i det delavrinningsområde (708214-174991) som SMHI kallar för Rinner till S n Kvarkens kustvatten. Medelhöjden är 6 meter över havet och ytan är 19,96 kvadratkilometer. Det finns inga avrinningsområden uppströms utan avrinningsområdet är högsta punkten. Avrinningsområdets utflöde mynnar i havet, utan att ha någon enskild mynningsplats.